# Semiothisa lacriphaga
Semiothisa lacriphaga là một loài bướm đêm trong họ Geometridae.